# سیارک ۹۲۲۸
سیارک ۹۲۲۸ (به انگلیسی: 9228 Nakahiroshi، نامگذاری:1996CG1)۹۲۲۸مین سیارک کشف شده‌است که در ۱۱ فوریه ۱۹۹۶ کشف شد.